# Villiers, Indre

Villiers este o comună în departamentul Indre, Franța. În 1 ianuarie 2022 avea o populație de 174 de locuitori.